# Cells River
Der Cells River ist ein Fluss im Osten des australischen Bundesstaates New South Wales.
Er entspringt im südlichen Teil des Cottan-Bimbang-Nationalparks, südlich des Oxley Highways. Von dort fließt er nach Süden durch unbesiedeltes Gebiet am Westrand des Doyles River State Forest und mündet nördlich des Tapin-Tops-Nationalparks in den Rowleys River.